# Niendorf (Amt Neuhaus)
Niendorf (niederdeutsch Neendörp) ist ein Ortsteil in der Ortschaft Sumte der Gemeinde Amt Neuhaus in Niedersachsen.

## Geographie
Der Ort liegt sieben Kilometer östlich von Bleckede, östlich der Elbe an der B 195. Die östliche Grenze des Ortes bildet die Krainke.

## Geschichte
Am 1. Dezember 1910 hatte Niendorf 189 Einwohner und gehörte als einziger Ort der heutigen Gemeinde Amt Neuhaus zum Großherzogtum Mecklenburg-Schwerin. Im Rahmen der Gebietsänderungen im Bezirk Schwerin wurde Niendorf am 1. Januar 1974 nach Sumte eingemeindet. Nach der deutschen Wiedervereinigung wechselte der Ort am 30. Juni 1993 aus Mecklenburg-Vorpommern nach Niedersachsen in den Landkreis Lüneburg. Am 1. Oktober 1993 wurde Sumte mit Niendorf in die Gemeinde Amt Neuhaus eingemeindet.